# 星際譯王
星際譯王（StarDict）是一套自由的桌面字典軟體。它並不包含字典檔，使用者須自行下載配合使用。它可以運行於多種不同的平台，如Linux，Microsoft Windows，FreeBSD及Solaris，並使用GPL授權。

## 特色
它透過字典檔的配合，可以翻查數量極其龐大的單詞（現在已經有二百多部內置辭典），並帶有常用詞帶音標，兼且具有模糊匹配、屏幕取詞功能，而且自帶中文字體，獨立於系統之外。目前支持的語言，除了簡體、繁體中文與英文互譯，還支持日文、俄文等。
當星際譯王運行於掃描模式時，所選取的詞語將會自動地在字典裡找尋，並會將所有的結果展示於彈出選單。它亦能透過與Freedict的整合來翻譯外文網站，但功能还不完善。

## 技術
星际译王使用Motif技术开发，包含了星際譯王源程序、圖標和背景圖形文件，中文字體、音標字體，詞庫、音標庫，使用幫助、開發計劃等文件。

## 命令行版
星際譯王命令行版（sdcv）是星際譯王的一個補充版本由Evgeniy A. Dushistov和胡正開發。sdcv能使用所有星際譯王的字典文件。sdcv可以運行於多種不同的平台，如Linux，FreeBSD及Solaris，並使用GPL授權。

### 使用方法
基本格式：
sdcv [選項] [待查單詞序列]
可以使用「-h」選項來查看所有的選項及其使用方法。
sdcv使用了一个環境變數STARDICT_DATA_DIR。若此變數被設定，則會在目錄$STARDICT_DATA_DIR/dic下查找字典。

## 法律責任嚴正聲明
stardict官方網站不少字典檔并没有得到官方授权，其中包括Oxford Advanced Learner's Dictionary、Longman Dictionary of Contemporary English在内的大量字典均存在版权问题。但使用以下字典檔并不存在相应的版权问题：
- 1913 Webster's[1]
- Princeton's Wordnet[2]
- Freelang.com dictionaries[3]
- TU Chemnitz dictionary (e.g. Ding) A German-English dictionary[4]
- The XML GPL'ed version of Littré.A French-English dictionary[5][6]
- cedict[7]

## 詞典收費風波
2006年底，軟體開發者胡正以個人經濟問題爲由，向在其网站下载字典文件的用户进行收费，一時激起了Linux社區的强烈質疑和不滿。最終在輿論的壓力下，收費計劃以被迫取消而草草收場。

## 外部連結
- 星際譯王計劃網站（页面存档备份，存于）
- 星際譯王命令行版計劃網站 （页面存档备份，存于）
- 星际译王中文站 （页面存档备份，存于）
- 星际译王在线词典 （页面存档备份，存于）